# Saison 11 de The Voice Belgique
La onzième saison de The Voice dans sa version belge (The Voice Belgique) est diffusée sur La Une (RTBF) du 9 janvier 2024 jusqu'au 23 avril 2024 et est présentée par Maureen Louys.

## Coachs et candidats

### Coachs
Les coachs de cette année sont :
- Christophe Willem : chanteur français ;
- Mentissa : chanteuse, autrice et compositrice ;
- Hatik : chanteur et rappeur français ;
- B.J. Scott : autrice-compositrice-interprète

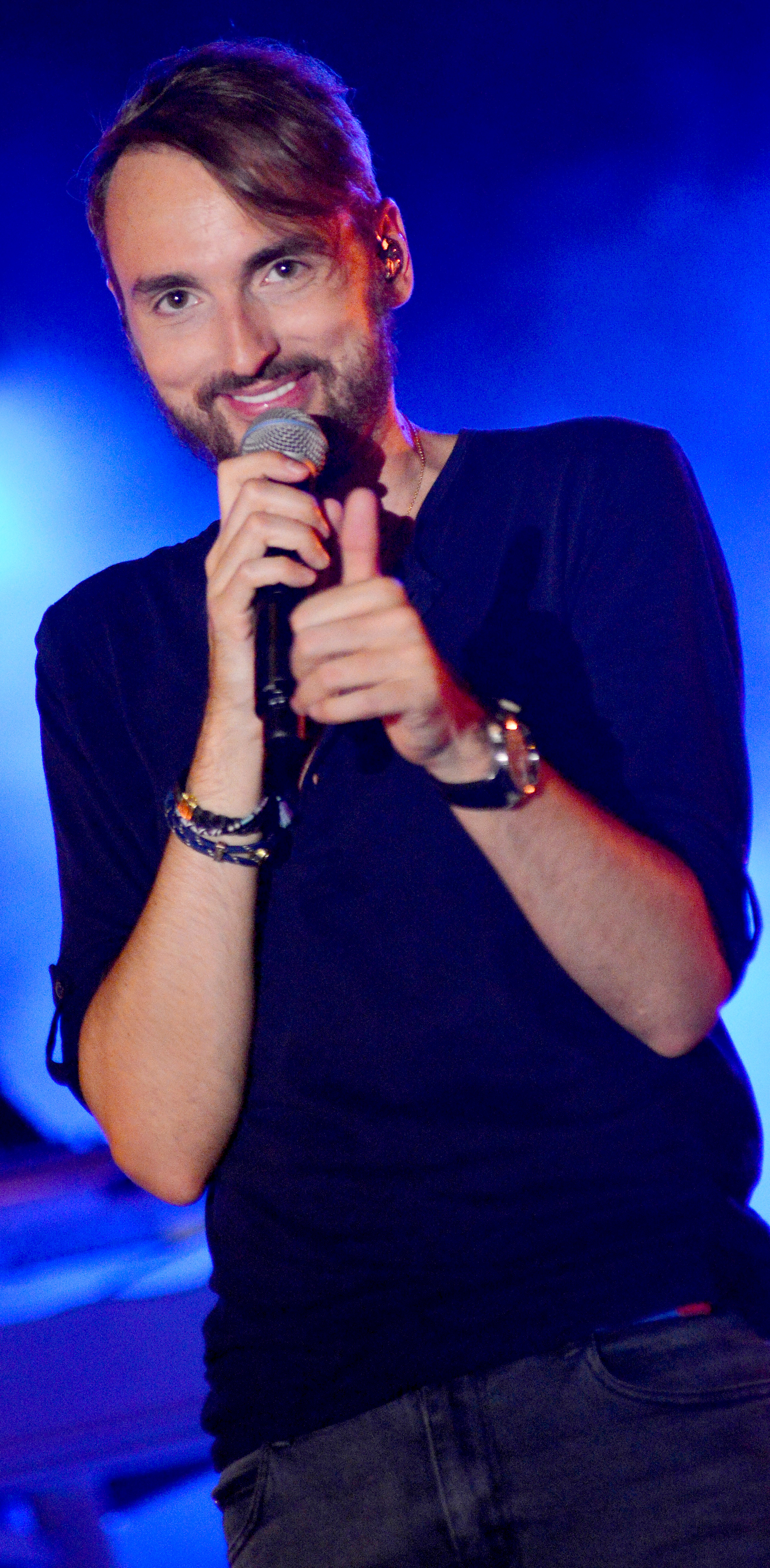
Christophe Willem
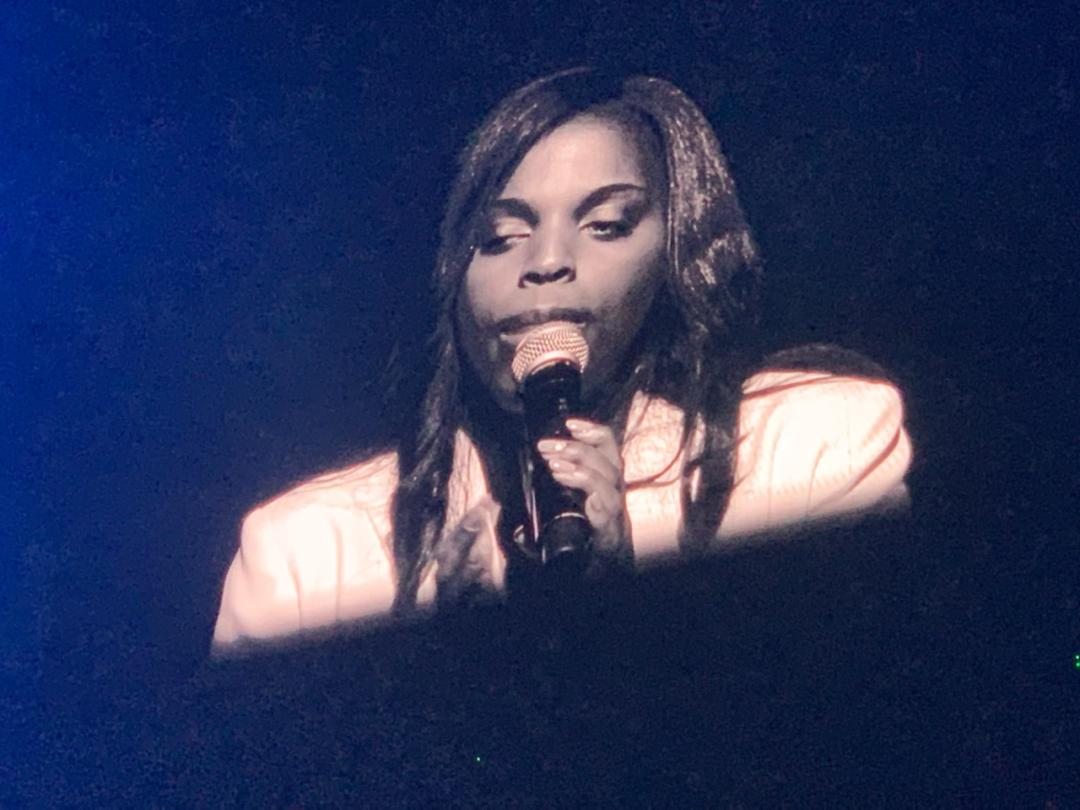
Mentissa
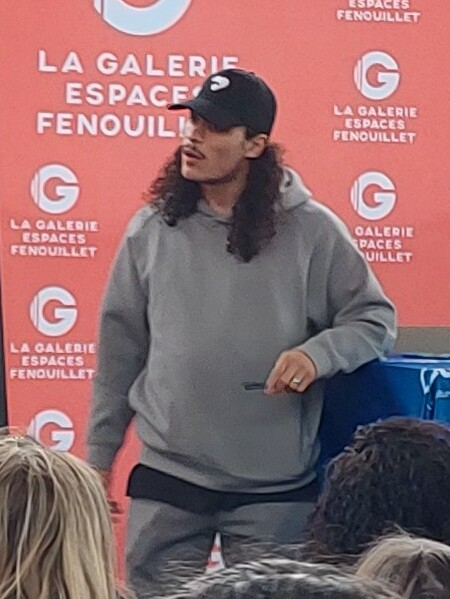
Hatik
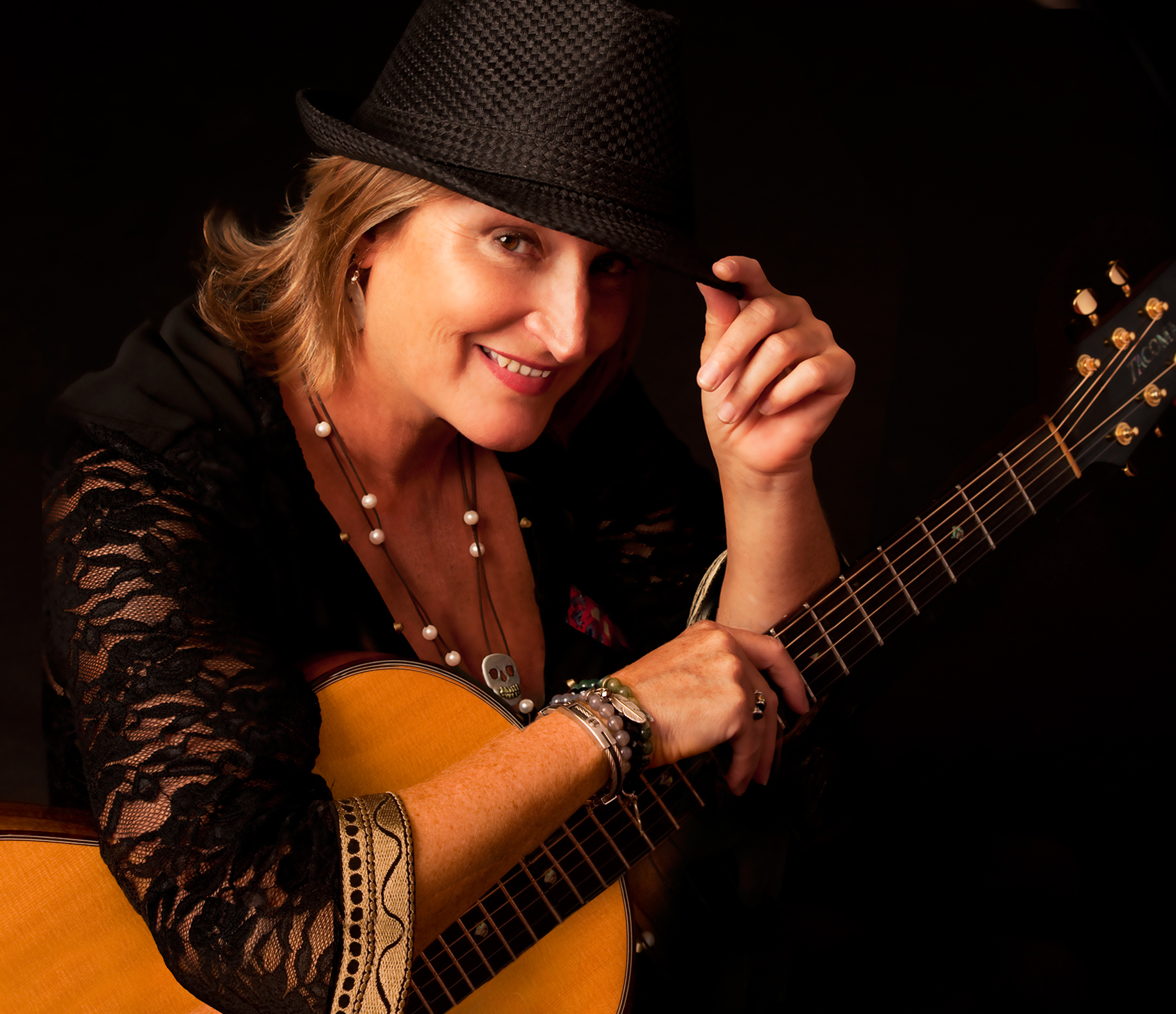
BJ Scott

### Candidats
Légende :
|                         |    | Christophe Willem                  | Mentissa               | Hatik                   | B.J. Scott               |
| ----------------------- | -- | ---------------------------------- | ---------------------- | ----------------------- | ------------------------ |
| Finalistes              | 1  | Clément Corillon                   | Alexandre Houard       | Alyah Lukunku           | Emma Sorgato             |
| Eliminés lors des Lives | 2  | Selena Gasore                      | Louisa Gerard          | Bart Kobain             | Tiziano Greco            |
| Eliminés lors des Lives | 3  | Maxime Ukwishaka                   | Jasper Publie          | Naomi Amore             | Miya El Hadi             |
| Eliminés lors des Lives | 4  | Nikie Vinck                        | Victoria Lechanteur    | Tamera Petaroscia       | Shelby Ouattara          |
| Eliminés lors des Lives | 5  | Marika Mantia                      | Zoé Arnould Siroul     | Eléa Choustoulakis      | Çiğdem Yönder            |
| Eliminés lors des Lives | 6  | Sandy Bakomi                       | Marie Alexandre        | Tom Correia de Oliveira | Diogo De Almeida Fonseca |
| Eliminés lors des Lives | 7  | Maestrina                          | Herisoa Randriatsizafy | Cécilia Quiroga Garcia  | Florence Colacino        |
| Eliminés lors des Lives | 8  | Jacques Lemière                    | Valentin Vertessen     | Veton Rexhbogaj         | Princesse Taptchou Simo  |
| Eliminés lors des Duels | 9  | Eva Nerelli                        | Esther Hoebeeck-Rouge  | Camille Letellier       | Yun Ko                   |
| Eliminés lors des Duels | 10 | Shelby Ouattara                    | Chelsy Degand          | Jacques Lemière         | Margaux Vancraywinkel    |
| Eliminés lors des Duels | 11 | Stéphanie Buttiglieri              | Alix Jodogne           | Eugénie Moine           | Macha Hullaert           |
| Eliminés lors des Duels | 12 | Tom Correia de Oliveira            | Naomi Tapiola          | Colleen Lambert         | Marie Hespel             |
| Eliminés lors des Duels | 13 | Jérôme Parrinello-Sperlozza Sperri | Charlotte Van Stappen  | Sara Eussen             | Sandro Speeckaert        |
| Eliminés lors des Duels | 14 | Julien Ferlin                      | Juliette Choffray      | Victoria Lechanteur     | Jacques Elskens          |
| Eliminés lors des Duels | 15 | Pierre-Alain Modaffari             | Sharleen Boudart       | Zidkan                  | Fayçal Hammani           |

NB : Les talents barrés dans l'élimination des Duels et retrouvés dans les Lives en italique sont les talents volés (même principe pour les candidats issus des Cross Battles).

## Étape 1: Les «Blind Auditions»
Les quatre coachs, installés dans des fauteuils tournants, écoutent les candidats, dos tournés à la scène. Chacun d'entre eux doit se choisir quinze candidats en écoutant seulement leur voix, s'ils sont séduits, ils devront appuyer sur leur « buzz » et c'est là que le fauteuil se retournera découvrant leur élu. Si plusieurs coachs se retournent, ce sera alors au candidat de choisir son coach. Le public présent pendant les auditions n'a pas le dos tourné à la scène et un orchestre supporte les candidats.
Cette saison voit évoluer la règle du « Block » qui est remplacée par le « Super Block ». Cette nouvelle règle permet à un coach de bloquer un confrère jusqu'au choix définitif du talent (donc encore utilisable après la prestation du talent) et non plus avant que celui-ci ne se retourne. Ils peuvent l'utiliser deux fois durant l'ensemble des Blind.
Légende applicable à toutes les sessions de « Blind Auditions » :

### Épisode 1
- Diffusion : 9 janvier 2024 [2]
- Audience : 310 417 téléspectateurs (25,0 % de part de marché à J+7).

| Ordre | Candidat                     | Age          | Chanson                                       | Choix des coachs et des candidats | Choix des coachs et des candidats | Choix des coachs et des candidats | Choix des coachs et des candidats |
| Ordre | Candidat                     | Age          | Chanson                                       | Christophe                        | Mentissa                          | Hatik                             | B.J.                              |
| ----- | ---------------------------- | ------------ | --------------------------------------------- | --------------------------------- | --------------------------------- | --------------------------------- | --------------------------------- |
| 1     | Sandy Bakomi                 | 28 ans       | I Wanna Dance with Somebody - Whitney Houston | ✔️                                | ✔️                                | ✔️                                | ✔️                                |
| 2     | Victoria Lechanteur          | 20 ans       | I Will Survive - Gloria Gaynor                | —                                 | —                                 | ✔️                                | —                                 |
| 3     | Julien Ferlin                | 33 ans       | Use Somebody - Kings of Leon                  | ✔️                                | —                                 | —                                 | ✔️                                |
| 4     | Anne-Charlotte & Alixe Dewez | 22 et 20 ans | Blame It on the Boogie - The Jackson Five     | —                                 | —                                 | —                                 | —                                 |
| 5     | Çiğdem Yönder                | 33 ans       | Glory Box - Portishead                        | ❌                                | ✔️                                | ✔️                                | ✔️                                |
| 6     | Julien Jacob                 | 37 ans       | Petit Frère - IAM                             | —                                 | —                                 | —                                 | —                                 |
| 7     | Alix Jodogne                 | 21 ans       | Flash - Maëlle                                | —                                 | ✔️                                | —                                 | —                                 |
| 8     | Margaux Vancraywinkel        | 26 ans       | Your Song - Elton John                        | —                                 | —                                 | —                                 | ✔️                                |
| 9     | Maestrina                    | 23 ans       | This World - Selah Sue                        | ✔️                                | ✔️                                | —                                 | ✔️                                |
| 10    | Noémie Rhéa                  | 33 ans       | Gigi l'amoroso - Dalida                       | —                                 | —                                 | —                                 | —                                 |
| 11    | Marie Hespel                 | 28 ans       | Dragostea din tei - O-Zone                    | —                                 | ✔️                                | ✔️                                | ✔️                                |

### Épisode 2
- Diffusion : 16 janvier 2024 [11]
- Audience : 265 312 téléspectateurs (Part de marché à J+7 inconnue).

| Ordre | Candidat                    | Age          | Chanson                                    | Choix des coachs et des candidats | Choix des coachs et des candidats | Choix des coachs et des candidats | Choix des coachs et des candidats |
| Ordre | Candidat                    | Age          | Chanson                                    | Christophe                        | Mentissa                          | Hatik                             | B.J.                              |
| ----- | --------------------------- | ------------ | ------------------------------------------ | --------------------------------- | --------------------------------- | --------------------------------- | --------------------------------- |
| 1     | Sharleen Boudart            | 19 ans       | Good 4 U - Olivia Rodrigo                  | ✔️                                | ✔️                                | ✔️                                | —                                 |
| 2     | Valon Jakupi                | 29 ans       | Sweater Weather - The Neighbourhood        | —                                 | —                                 | —                                 | —                                 |
| 3     | Yun Ko                      | 25 et 29 ans | La Dalle - LEJ                             | —                                 | —                                 | —                                 | ✔️                                |
| 4     | Valentin Vertessen          | 16 ans       | Salope ! - Bigflo et Oli                   | ✔️                                | ✔️                                | ✔️                                | —                                 |
| 5     | Priscilla De Vliegher       | 32 ans       | Flashlight - Jessie J                      | —                                 | —                                 | —                                 | —                                 |
| 6     | Alexandre Houard            | 18 ans       | Can't Help Falling in Love - Elvis Presley | ❌                                | ✔️                                | ✔️                                | —                                 |
| 7     | Emeline Van Egeren Haversin | 34 ans       | Jardin d'hiver - Henri Salvador            | —                                 | —                                 | —                                 | —                                 |
| 8     | Zidkan                      | 32 ans       | Et si tu n'existais pas - Joe Dassin       | —                                 | ✔️                                | ✔️                                | —                                 |
| 9     | Nikie Vinck                 | 47 ans       | Marcia Baïla - Les Rita Mitsouko           | ✔️                                | —                                 | —                                 | —                                 |
| 10    | Quentin Libion              | 24 ans       | Too Close - Alex Clare                     | —                                 | —                                 | —                                 | —                                 |
| 11    | Colleen Lambert             | 27 ans       | Trop beau - Lomepal                        | —                                 | ✔️                                | ✔️                                | ✔️                                |
| 12    | Herisoa Randriatsizafy      | 31 ans       | Anyone - Demi Lovato                       | ✔️                                | ✔️                                | ✔️                                | ✔️                                |

### Épisode 3
- Diffusion : 23 janvier 2024 [20]
- Audience : 305 374 téléspectateurs (27,3 % de part de marché à J+7).

| Ordre | Candidat               | Age    | Chanson                                            | Choix des coachs et des candidats | Choix des coachs et des candidats | Choix des coachs et des candidats | Choix des coachs et des candidats |
| Ordre | Candidat               | Age    | Chanson                                            | Christophe                        | Mentissa                          | Hatik                             | B.J.                              |
| ----- | ---------------------- | ------ | -------------------------------------------------- | --------------------------------- | --------------------------------- | --------------------------------- | --------------------------------- |
| 1     | Zoé Arnould Siroul     | 18 ans | Lean On - Major Lazer                              | —                                 | ✔️                                | ❌                                | —                                 |
| 2     | Benjamin Gesnot        | 41 ans | Beau-papa - Vianney                                | —                                 | —                                 | —                                 | —                                 |
| 3     | Selena Gasore          | 22 ans | Somewhere over the rainbow - Israel Kamakawiwoʻole | ✔️                                | —                                 | —                                 | —                                 |
| 4     | Cécilia Quiroga Garcia | 18 ans | Traitor - Olivia Rodrigo                           | ✔️                                | ❌                                | ✔️                                | ✔️                                |
| 5     | Delilio                | 27 ans | Des milliers de je t’aime - Slimane                | —                                 | —                                 | —                                 | —                                 |
| 6     | Florence Colacino      | 21 ans | Physical - Dua Lipa                                | —                                 | ✔️                                | —                                 | ✔️                                |
| 7     | Bart Kobain            | 29 ans | Power - Kanye West                                 | ✔️                                | ✔️                                | ✔️                                | ✔️                                |
| 8     | Robin De Naeyer        | 22 ans | Hit the Road Jack - Ray Charles                    | —                                 | —                                 | —                                 | —                                 |
| 9     | Eugénie Moine          | 20 ans | Warrior - Demi Lovato                              | ✔️                                | ✔️                                | ✔️                                | ✔️                                |
| 10    | Sandro Speeckaert      | 23 ans | In the Stars - Benson Boone                        | —                                 | —                                 | —                                 | ✔️                                |
| 11    | Jacques Lemière        | 76 ans | C’est impossible - Sacha Distel                    | —                                 | —                                 | ✔️                                | —                                 |

### Épisode 4
- Diffusion : 30 janvier 2024 [29]
- Audience : 303 498 téléspectateurs (24,3 % de part de marché à J+7).

| Ordre | Candidat               | Age    | Chanson                                | Choix des coachs et des candidats | Choix des coachs et des candidats | Choix des coachs et des candidats | Choix des coachs et des candidats |
| Ordre | Candidat               | Age    | Chanson                                | Christophe                        | Mentissa                          | Hatik                             | B.J.                              |
| ----- | ---------------------- | ------ | -------------------------------------- | --------------------------------- | --------------------------------- | --------------------------------- | --------------------------------- |
| 1     | Stéphanie Buttiglieri  | 28 ans | Faith - Stevie Wonder et Ariana Grande | ✔️                                | ✔️                                | ❌                                | ✔️                                |
| 2     | Tiziano Greco          | 20 ans | Tenessee Whisky - Chris Stapleton      | —                                 | ✔️                                | ✔️                                | ✔️                                |
| 3     | Soline Tasiaux         | 29 ans | You Know I'm No Good - Amy Winehouse   | —                                 | —                                 | —                                 | —                                 |
| 4     | Clément Corillon       | 24 ans | Smalltown Boy - Bronski Beat           | ✔️                                | ✔️                                | ✔️                                | ✔️                                |
| 5     | Germain Defo Deeh      | 34 ans | You Raise Me Up - Josh Groban          | —                                 | —                                 | —                                 | —                                 |
| 6     | Esther Hoebeeck-Rouge  | 18 ans | When I Look at You - Miley Cyrus       | —                                 | ✔️                                | —                                 | —                                 |
| 7     | Veton Rexhbogaj        | 26 ans | Xhamadani Vija Vija - Iliret           | —                                 | —                                 | ✔️                                | —                                 |
| 8     | Eva Nerelli            | 37 ans | I'm So Excited - The Pointer Sisters   | ✔️                                | —                                 | —                                 | —                                 |
| 9     | Adriana Dath           | 23 ans | Drôle d'époque - Clara Luciani         | —                                 | —                                 | —                                 | —                                 |
| 10    | Pierre-Alain Modaffari | 36 ans | L'Amour à la plage - Niagara           | ✔️                                | ✔️                                | ✔️                                | ✔️                                |
| 11    | Angelina Carminati     | 18 ans | The Climb - Miley Cyrus                | —                                 | —                                 | —                                 | —                                 |
| 12    | Charlotte Van Stappen  | 27 ans | Wicked Game - Chris Isaak              | —                                 | ✔️                                | —                                 | —                                 |

### Épisode 5
- Diffusion : 6 février 2024 [37]
- Audience : 294 455 téléspectateurs (24,2 % de part de marché à J+7).

| Ordre | Candidat                 | Age    | Chanson                                                 | Choix des coachs et des candidats | Choix des coachs et des candidats | Choix des coachs et des candidats | Choix des coachs et des candidats |
| Ordre | Candidat                 | Age    | Chanson                                                 | Christophe                        | Mentissa                          | Hatik                             | B.J.                              |
| ----- | ------------------------ | ------ | ------------------------------------------------------- | --------------------------------- | --------------------------------- | --------------------------------- | --------------------------------- |
| 1     | Miya El Hadi             | 21 ans | Like I'm Gonna Lose You - Meghan Trainor et John Legend | ✔️                                | ✔️                                | ✔️                                | ✔️                                |
| 2     | Hector                   | 23 ans | Popcorn salé - SANTA                                    | —                                 | —                                 | —                                 | —                                 |
| 3     | Chelsy Degand            | 17 ans | Si seulement je pouvais lui manquer - Calogero          | —                                 | ✔️                                | —                                 | —                                 |
| 4     | Diogo De Almeida Fonseca | 35 ans | Times Like These - Foo Fighters                         | ✔️                                | —                                 | —                                 | ✔️                                |
| 5     | Clément Kinet            | 18 ans | Lucie - Pascal Obispo                                   | —                                 | —                                 | —                                 | —                                 |
| 6     | Emma Sorgato             | 20 ans | Back to Black - Amy Winehouse                           | ✔️                                | ✔️                                | ✔️                                | ✔️                                |
| 7     | Lou Dejonghe             | 19 ans | Bateaux pirate - Tsew The Kid                           | —                                 | —                                 | —                                 | —                                 |
| 8     | Camille Letellier        | 17 ans | La Chanson des vieux amants - Jacques Brel              | —                                 | —                                 | ✔️                                | —                                 |
| 9     | Fayçal Hammani           | 23 ans | Call on me - Vianney et Ed Sheeran                      | —                                 | —                                 | ✔️                                | ✔️                                |
| 10    | Tom Correia de Oliveira  | 16 ans | Aline - Christophe                                      | ✔️                                | —                                 | —                                 | —                                 |
| 11    | Colleen Van Eyck         | 18 ans | Dommage - Erza Muqoli                                   | —                                 | —                                 | —                                 | —                                 |
| 12    | Marie Alexandre          | 21 ans | Mad About You - Hooverphonic                            | ✔️                                | ✔️                                | ✔️                                | —                                 |

### Épisode 6
- Diffusion : 13 février 2024 [42]
- Audience : 260 586 téléspectateurs (22,2 % de part de marché à J+7).

| Ordre | Candidat                | Age    | Chanson                                   | Choix des coachs et des candidats | Choix des coachs et des candidats | Choix des coachs et des candidats | Choix des coachs et des candidats |
| Ordre | Candidat                | Age    | Chanson                                   | Christophe                        | Mentissa                          | Hatik                             | B.J.                              |
| ----- | ----------------------- | ------ | ----------------------------------------- | --------------------------------- | --------------------------------- | --------------------------------- | --------------------------------- |
| 1     | Eléa Choustoulakis      | 17 ans | Dommage - Bigflo et Oli                   | ✔️                                | ✔️                                | ✔️                                | —                                 |
| 2     | Willy Lyon              | 27 ans | 9 Crimes - Damien Rice                    | —                                 | —                                 | —                                 | —                                 |
| 3     | Maxime Ukwishaka        | 24 ans | I love you - Yseult                       | ✔️                                | ✔️                                | ✔️                                | ❌                                |
| 4     | Marie Bienfait          | 19 ans | Feel It Still - Portugal. The Man         | —                                 | —                                 | —                                 | —                                 |
| 5     | Princesse Taptchou Simo | 20 ans | The House of the Rising Sun - The Animals | —                                 | —                                 | ❌                                | ✔️                                |
| 6     | Jasper Publie           | 27 ans | Kiss - Prince                             | —                                 | ✔️                                | —                                 | —                                 |
| 7     | Roxana-Isaura Decocq    | 33 ans | Memory - Barbra Streisand                 | —                                 | —                                 | —                                 | —                                 |
| 8     | Taméra Petaroscia       | 17 ans | Dernier Lys - Noée                        | ✔️                                | ✔️                                | ✔️                                | ✔️                                |
| 9     | Jacques Elskens         | 23 ans | Say Something - A Great Big World         | —                                 | —                                 | —                                 | ✔️                                |
| 10    | Aude Reynaert           | 37 ans | La isla bonita - Madonna                  | —                                 | —                                 | —                                 | —                                 |
| 11    | Marika Mantia           | 17 ans | Video Games - Lana Del Rey                | ✔️                                | ❌                                | —                                 | —                                 |
| 12    | Juliette Choffray       | 17 ans | Quoi - Jane Birkin                        | ✔️                                | ✔️                                | —                                 | —                                 |

### Épisode 7
- Diffusion : 20 février 2024 [51]
- Audience : 290 491 téléspectateurs (part de marché à J+7 inconnue).

| Ordre | Candidat                           | Age    | Chanson                                      | Choix des coachs et des candidats | Choix des coachs et des candidats | Choix des coachs et des candidats | Choix des coachs et des candidats |
| Ordre | Candidat                           | Age    | Chanson                                      | Christophe                        | Mentissa                          | Hatik                             | B.J.                              |
| ----- | ---------------------------------- | ------ | -------------------------------------------- | --------------------------------- | --------------------------------- | --------------------------------- | --------------------------------- |
| 1     | Alyah Lukunku                      | 20 ans | American Boy - Estelle et Kanye West         | ✔️                                | ✔️                                | ✔️                                | —                                 |
| 2     | Jérôme Parrinello-Sperlozza Sperri | 33 ans | Falling - Harry Styles                       | ✔️                                | —                                 | —                                 | —                                 |
| 3     | Naomi Amore                        | 17 ans | Never Tear Us Apart - INXS                   | —                                 | ✔️                                | ✔️                                | —                                 |
| 4     | Macha Hullaert                     | 18 ans | What Was I Made For? - Billie Eilish         | —                                 | —                                 | —                                 | ✔️                                |
| 5     | Noemi Boscatto                     | 25 ans | I Just Want to Make Love to You - Etta James | —                                 | —                                 | —                                 | Équipe complète                   |
| 6     | Naomi Tapiola                      | 21 ans | Sakura - Rosalía                             | —                                 | ✔️                                | ✔️                                | Équipe complète                   |
| 7     | Victoire Lucas                     | 20 ans | Jalouse - Mademoiselle K                     | —                                 | —                                 | —                                 | Équipe complète                   |
| 8     | Shelby Ouattara                    | 30 ans | Lost on You - LP                             | ✔️                                | ✔️                                | —                                 | Équipe complète                   |
| 9     | Santiago Uquillas Cordova          | 24 ans | La Bachata - Manuel Turizo                   | Équipe complète                   | —                                 | —                                 | Équipe complète                   |
| 10    | Sara Eussen                        | 21 ans | Voilà - Barbara Pravi                        | Équipe complète                   | —                                 | ✔️                                | Équipe complète                   |
| 11    | Louisa Gerard                      | 19 ans | The Winner Takes It All - ABBA               | Équipe complète                   | ✔️                                | Équipe complète                   | Équipe complète                   |

### Bilan des «Blind auditions» et liste des équipes pour lesDuels
Chiffres récapitulatifs :
| Coach             | Nombre de buzz | Nombre de talents | Nombre de fois où le coach s'est retourné seul | Nombre de fois où le coach a été choisi | Nombre de fois où le coach a été super-bloqué | Nombre de fois où le coach a été refusé |
| ----------------- | -------------- | ----------------- | ---------------------------------------------- | --------------------------------------- | --------------------------------------------- | --------------------------------------- |
| Christophe Willem | 30             | 14                | 5                                              | 9                                       | 2 (par B.J et Mentissa)                       | 14                                      |
| Mentissa          | 37             | 14                | 6                                              | 8                                       | 2 (par Hatik et Christophe)                   | 21                                      |
| Hatik             | 33             | 14                | 5                                              | 9                                       | 3 (par Mentissa, Christophe et B.J)           | 16                                      |
| B.J. Scott        | 27             | 14                | 5                                              | 9                                       | 1 (par Hatik)                                 | 12                                      |

Équipes :
| no | Christophe Willem                  | Mentissa               | Hatik                  | Beverly Jo Scott         |
| -- | ---------------------------------- | ---------------------- | ---------------------- | ------------------------ |
| 1  | Sandy Bakomi                       | Alix Jodogne           | Victoria Lechanteur    | Çiğdem Yönder            |
| 2  | Julien Ferlin                      | Sharleen Boudart       | Zidkan                 | Margaux Vancraywinkel    |
| 3  | Maestrina                          | Valentin Vertessen     | Colleen Lambert        | Marie Hespel             |
| 4  | Nikie Vinck                        | Alexandre Houard       | Cécilia Quiroga Garcia | Yun Ko                   |
| 5  | Selena Gasore                      | Herisoa Randriatsizafy | Bart Kobain            | Florence Colacino        |
| 6  | Stéphanie Buttiglieri              | Zoé Arnould Siroul     | Eugénie Moine          | Sandro Speeckaert        |
| 7  | Clément Corillon                   | Esther Hoebeeck-Rouge  | Jacques Lemière        | Tiziano Greco            |
| 8  | Eva Nerelli                        | Charlotte Van Stappen  | Veton Rexhbogaj        | Miya El Hadi             |
| 9  | Pierre-Alain Modaffari             | Chelsy Degand          | Camille Letellier      | Diogo De Almeida Fonseca |
| 10 | Tom Correia de Oliveira            | Marie Alexandre        | Eléa Choustoulakis     | Emma Sorgato             |
| 11 | Marika Mantia                      | Juliette Choffray      | Tamera Petaroscia      | Fayçal Hammani           |
| 12 | Maxime Ukwishaka                   | Jasper Publie          | Alyah Lukunku          | Princesse Taptchou Simo  |
| 13 | Jérôme Parrinello-Sperlozza Sperri | Naomi Tapiola          | Naomi Amore            | Jacques Elskens          |
| 14 | Shelby Ouattara                    | Louisa Gerard          | Sara Eussen            | Macha Hullaert           |

## Étape 2: Les «Duels»
Après les Blinds Auditions, 56 talents s’affronteront lors des duels. Chaque coach, confrontera deux de ses talents sur scène et devra sélectionner le meilleur pour lui offrir un ticket pour les Lives.
Mais pour les talents non sélectionnés, rien n'est perdu grâce à la régle du « talent volé ». Chaque coach a la possibilité de sauver un talent d'une équipe adverse mais attention ce dernier à la possibilité de remplacer le talent sauvé à tout moment et surtout à l'infini. C'est donc à l'issue des 3 sessions de Duels que le talent volé sera définitivement confirmé .
Comme les saisons précédentes, chaque coach travaille avec un co-coach qui l'assiste lors des séances de répétitions avec les talents  :
- Christophe Willem est accompagné de Pierre de Maere : auteur-compositeur-interprète belge.
- Mentissa Aziza est accompagnée de RORI : auteure-compositrice-interprète belge francophone.
- Hatik est accompagné de Sola : auteure-compositrice-interprète belge  et finaliste de la saison 7 de The Voice Belgique.
- BJ Scott est accompagnée de Antoine Delie : auteur-compositeur-interprète belge, candidat de la saison 4 de The Voice Belgique et finaliste de la saison 9 de The Voice : La Plus Belle Voix.

Légende applicable à toutes les sessions de « Duels »

### Épisode 8
- Diffusion : 27 février 2024
- Audience : 233 153 téléspectateurs (20,4 % de part de marché à J+7).

| Ordre | Coach      | Chanson                                        | Talent                   | Talent                 | Choix des coachs et des candidats | Choix des coachs et des candidats | Choix des coachs et des candidats | Choix des coachs et des candidats |
| Ordre | Coach      | Chanson                                        | Talent                   | Talent                 | Christophe                        | Mentissa                          | Hatik                             | B.J.                              |
| ----- | ---------- | ---------------------------------------------- | ------------------------ | ---------------------- | --------------------------------- | --------------------------------- | --------------------------------- | --------------------------------- |
| 1     | B.J.       | Doesn't Really Matter - Typh Barrow            | Florence Colacino        | Fayçal Hammani         | —                                 | —                                 | —                                 | NC                                |
| 2     | Christophe | Tous les cris les S.O.S. - Daniel Balavoine    | Clément Corillon         | Pierre-Alain Modaffari | NC                                | ✔️                                | —                                 | —                                 |
| 3     | Hatik      | Goosebumps - Kendrick Lamar et Travis Scott    | Bart Kobain              | Zidkan                 | ✔️                                | —                                 | NC                                | —                                 |
| 4     | Mentissa   | Docteur - RORI                                 | Louisa Gerard            | Sharleen Boudart       | —                                 | NC                                | —                                 | —                                 |
| 5     | B.J.       | Wonderwall - Oasis                             | Diogo De Almeida Fonseca | Jacques Elskens        | —                                 | —                                 | —                                 | NC                                |
| 6     | Hatik      | Lift Me Up - Rihanna                           | Alyah Lukunku            | Victoria Lechanteur    | —                                 | ✔️                                | NC                                | —                                 |
| 7     | Mentissa   | Animaux fragiles - Ycare et Zaz                | Alexandre Houard         | Juliette Choffray      | —                                 | NC                                | —                                 | —                                 |
| 8     | B.J.       | Don't Let Me Be Misunderstood - Elvis Costello | Tiziano Greco            | Sandro Speeckaert      | —                                 | —                                 | ✔️                                | NC                                |
| 9     | Christophe | I Wanna Be Your Slave - Måneskin               | Maestrina                | Julien Ferlin          | NC                                | —                                 | —                                 | —                                 |

### Épisode 9
- Diffusion : 5 mars 2024 [62]
- Audience : 254 248 téléspectateurs (21,4 % de part de marché à J+7).

| Ordre | Coach      | Chanson                                    | Talent                 | Talent                             | Choix des coachs et des candidats | Choix des coachs et des candidats | Choix des coachs et des candidats | Choix des coachs et des candidats |
| Ordre | Coach      | Chanson                                    | Talent                 | Talent                             | Christophe                        | Mentissa                          | Hatik                             | B.J.                              |
| ----- | ---------- | ------------------------------------------ | ---------------------- | ---------------------------------- | --------------------------------- | --------------------------------- | --------------------------------- | --------------------------------- |
| 1     | Christophe | Princess of China - Coldplay et Rihanna    | Sandy Bakomi           | Jérôme Parrinello-Sperlozza Sperri | NC                                | —                                 | —                                 | —                                 |
| 2     | Mentissa   | La symphonie des éclairs - Zaho de Sagazan | Marie Alexandre        | Charlotte Van Stappen              | —                                 | NC                                | —                                 | —                                 |
| 3     | B.J.       | Lose Control - Teddy Swims                 | Miya El Hadi           | Marie Hespel                       | ✔️                                | —                                 | ✔️                                | NC                                |
| 4     | Hatik      | Pause x Kiss - Eddy de Pretto et Yseult    | Veton Rexhbogaj        | Sara Eussen                        | —                                 | —                                 | NC                                | —                                 |
| 5     | Mentissa   | Take Me to Church - Hozier                 | Herisoa Randriatsizafy | Naomi Tapiola                      | —                                 | NC                                | —                                 | —                                 |
| 6     | Christophe | La Javanaise - Serge Gainsbourg            | Nikie Vinck            | Tom Correia de Oliveira            | NC                                | —                                 | ✔️                                | —                                 |
| 7     | Hatik      | Quand c'est ? - Stromae                    | Eléa Choustoulakis     | Colleen Lambert                    | —                                 | —                                 | NC                                | —                                 |
| 8     | Mentissa   | Attention - Charlie Puth                   | Jasper Publie          | Alix Jodogne                       | —                                 | NC                                | —                                 | —                                 |
| 9     | B.J.       | Les Mots bleus - Christophe                | Emma Sorgato           | Macha Hullaert                     | —                                 | —                                 | —                                 | NC                                |
| 10    | Hatik      | Survivor - Destiny's Child                 | Naomi Amore            | Eugénie Moine                      | —                                 | —                                 | NC                                | —                                 |

### Épisode 10
- Diffusion : 12 mars 2024
- Audience : 182 639 téléspectateurs (part de marché à J+7 inconnue).

| Ordre | Coach      | Chanson                                            | Talent                  | Talent                | Choix des coachs et des candidats | Choix des coachs et des candidats | Choix des coachs et des candidats | Choix des coachs et des candidats |
| Ordre | Coach      | Chanson                                            | Talent                  | Talent                | Christophe                        | Mentissa                          | Hatik                             | B.J.                              |
| ----- | ---------- | -------------------------------------------------- | ----------------------- | --------------------- | --------------------------------- | --------------------------------- | --------------------------------- | --------------------------------- |
| 1     | Christophe | Bang Bang - Jessie J, Ariana Grande et Nicki Minaj | Selena Gasore           | Stéphanie Buttiglieri | NC                                | —                                 | ✔️                                | ✔️                                |
| 2     | Hatik      | La Bohème - Charles Aznavour                       | Tamera Petaroscia       | Jacques Lemière       | ✔️                                | —                                 | NC                                | —                                 |
| 3     | B.J.       | Don't Dream It's Over - Crowded House              | Princesse Taptchou Simo | Margaux Vancraywinkel | —                                 | —                                 | —                                 | NC                                |
| 4     | Mentissa   | Dis, quand reviendras-tu ? - Barbara               | Valentin Vertessen      | Chelsy Degand         | —                                 | NC                                | —                                 | —                                 |
| 5     | Christophe | Soleil Soleil - Pomme                              | Maxime Ukwishaka        | Shelby Ouattara       | NC                                | —                                 | ✔️                                | ✔️                                |
| 6     | Hatik      | Lie To Me - Tate McRae                             | Cécilia Quiroga Garcia  | Camille Letellier     | —                                 | —                                 | NC                                | —                                 |
| 7     | B.J.       | Running Up that Hill - Kate Bush                   | Çiğdem Yönder           | Yun Ko                | —                                 | —                                 | —                                 | NC                                |
| 8     | Mentissa   | Seven Nation Army - The White Stripes              | Zoé Arnould Siroul      | Esther Hoebeeck-Rouge | —                                 | NC                                | —                                 | —                                 |
| 9     | Christophe | Green Light - Lorde                                | Marika Mantia           | Eva Nerelli           | NC                                | —                                 | —                                 | —                                 |

### Bilan des équipes à l'issue desDuels
| Coachs | Coachs                  | Coachs                      | Coachs                               | Coachs                       |
| no     | Christophe Willem       | Mentissa                    | Hatik                                | Beverly Jo Scott             |
| ------ | ----------------------- | --------------------------- | ------------------------------------ | ---------------------------- |
| 1      | Clément Corillon        | Louisa Gerard               | Bart Kobain                          | Florence Colacino            |
| 2      | Maestrina               | Alexandre Houard            | Alyah Lukunku                        | Diogo De Almeida Fonseca     |
| 3      | Sandy Bakomi            | Marie Alexandre             | Veton Rexhbogaj                      | Tiziano Greco                |
| 4      | Nikie Vinck             | Herisoa Randriatsizafy      | Eléa Choustoulakis                   | Miya El Hadi                 |
| 5      | Selena Gasore           | Jasper Publie               | Naomi Amore                          | Emma Sorgato                 |
| 6      | Maxime Ukwishaka        | Valentin Vertessen          | Tamera Petaroscia                    | Princesse Taptchou Simo      |
| 7      | Marika Mantia           | Zoé Arnould Siroul          | Cécilia Quiroga Garcia               | Çiğdem Yönder                |
| 8      | Jacques Lemière (Hatik) | Victoria Lechanteur (Hatik) | Tom Correia de Oliveira (Christophe) | Shelby Ouattara (Christophe) |

## Étape 3: Les «Lives»
Après l'étape des Duels, 32 talents se sont qualifiés pour l'étape palpitante des Lives. Durant six semaines, les talents vont performer en direct pour convaincre le public et leur coach de les sauver, et ainsi, d'accéder au live suivant. À la fin, un seul talent sera sacré grand gagnant de cette onzième saison.
Légende applicable pour les Lives 1 à 4 :

### Épisode 11
- Diffusion : 19 mars 2024
- Audience : 208 723 téléspectateurs, (22,0 % de part de marché à J+7)
- Invitée : Lara Fabian [66]
- Règles : premier live de la saison. Sur scène, les talents de toutes les équipes. Lors de ce premier direct, Christophe Willem, B.J. Scott, Mentissa et Hatik présentent chacun quatre talents. Les quatre talents de chaque équipe passent chacun leur tour. Les votes sont ouverts uniquement le temps du passage de l'équipe. Le public offre au meilleur talent de chaque équipe une place assurée pour le Live 3. Le sort des 3 autres talents sera remis entre les mains de leur coach. Le meilleur restera et les deux autres sont définitivement éliminés.

| Ordre                                       | Talent                  | Équipe            | Chanson                                 |
| ------------------------------------------- | ----------------------- | ----------------- | --------------------------------------- |
| Mentissa et les talents : Et Bam - Mentissa |                         |                   |                                         |
| 1                                           | Maestrina               | Christophe Willem | T'es où - Camille Lellouche             |
| 2                                           | Jacques Lemière         | Christophe Willem | Longtemps - Amir                        |
| 3                                           | Maxime Ukwishaka        | Christophe Willem | Tattoo - Loreen                         |
| 4                                           | Selena Gasore           | Christophe Willem | L'Aigle noir - Barbara                  |
|                                             |                         |                   |                                         |
| 5                                           | Emma Sorgato            | B.J. Scott        | Money, Money, Money - ABBA              |
| 6                                           | Florence Colacino       | B.J. Scott        | Ce que le blues a fait de moi - Maurane |
| 7                                           | Princesse Taptchou Simo | B.J. Scott        | Sway - The Pussycat Dolls               |
| 8                                           | Miya El Hadi            | B.J. Scott        | Stone Cold - Demi Lovato                |
|                                             |                         |                   |                                         |
| 9                                           | Victoria Lechanteur     | Mentissa          | At Last! - Etta James                   |
| 10                                          | Valentin Vertessen      | Mentissa          | Maintenant - Vianney et Renaud          |
| 11                                          | Herisoa Randriatsizafy  | Mentissa          | Uprising - Muse                         |
| 12                                          | Louisa Gerard           | Mentissa          | Pas toi - Jean-Jacques Goldman          |
|                                             |                         |                   |                                         |
| 13                                          | Naomi Amore             | Hatik             | Without You - Mariah Carey              |
| 14                                          | Cécilia Quiroga Garcia  | Hatik             | TQG - Karol G et Shakira                |
| 15                                          | Tamera Petaroscia       | Hatik             | With or Without You - U2                |
| 16                                          | Veton Rexhbogaj         | Hatik             | Je t'aime - Lara Fabian                 |

| Équipe            | Sauvé par le public | Sauvé par son coach | Talents éliminés        |
| ----------------- | ------------------- | ------------------- | ----------------------- |
| Christophe Willem | Selena Gasore       | Maxime Ukwishaka    | Maestrina               |
| Christophe Willem | Selena Gasore       | Maxime Ukwishaka    | Jacques Lemière         |
| B.J. Scott        | Emma Sorgato        | Miya El Hadi        | Princesse Taptchou Simo |
| B.J. Scott        | Emma Sorgato        | Miya El Hadi        | Florence Colacino       |
| Mentissa          | Louisa Gerard       | Victoria Lechanteur | Valentin Vertessen      |
| Mentissa          | Louisa Gerard       | Victoria Lechanteur | Herisoa Randriatsizafy  |
| Hatik             | Naomi Amore         | Tamera Petaroscia   | Cécilia Quiroga Garcia  |
| Hatik             | Naomi Amore         | Tamera Petaroscia   | Veton Rexhbogaj         |

### Épisode 12
- Diffusion : 26 mars 2024
- Audience : 202 353 téléspectateurs, (part de marché à J+7 inconnue)
- Invitée : Alice on the Roof [84]
- Règles : Sur scène, la deuxième salve de talents des équipes. Lors de ce second direct, Christophe Willem, B.J. Scott, Mentissa et Hatik présentent chacun quatre talents. Les quatre talents de chaque équipe passent chacun leur tour. Les votes sont ouverts uniquement le temps du passage de l'équipe. Le public offre au meilleur talent de chaque équipe une place assurée pour le Live 3. Le sort des 3 autres talents sera remis entre les mains de leur coach. Le meilleur restera et les deux autres sont définitivement éliminés.

| Ordre                                                                    | Talent                   | Équipe            | Chanson                                  |
| ------------------------------------------------------------------------ | ------------------------ | ----------------- | ---------------------------------------- |
| Alice on the Roof et les talents : Easy Come Easy Go - Alice on the Roof |                          |                   |                                          |
| 1                                                                        | Jasper Publie            | Mentissa          | Femme Like U - K. Maro                   |
| 2                                                                        | Marie Alexandre          | Mentissa          | Nothing Else Matters - Metallica         |
| 3                                                                        | Alexandre Houard         | Mentissa          | Happier Than Ever - Billie Eilish        |
| 4                                                                        | Zoé Arnould Siroul       | Mentissa          | Ne me jugez pas - Camille Lellouche      |
|                                                                          |                          |                   |                                          |
| 5                                                                        | Bart Kobain              | Hatik             | Like Toy Soldiers - Eminem               |
| 6                                                                        | Alyah Lukunku            | Hatik             | Je suis malade - Serge Lama              |
| 7                                                                        | Tom Correia de Oliveira  | Hatik             | Another Love - Tom Odell                 |
| 8                                                                        | Eléa Choustoulakis       | Hatik             | N'insiste pas - Camille Lellouche        |
|                                                                          |                          |                   |                                          |
| 9                                                                        | Marika Mantia            | Christophe Willem | Sur un prélude de Bach - Maurane         |
| 10                                                                       | Clément Corillon         | Christophe Willem | Life on Mars? - David Bowie              |
| 11                                                                       | Nikie Vinck              | Christophe Willem | Nothing Compares 2 U - Sinéad O'Connor   |
| 12                                                                       | Sandy Bakomi             | Christophe Willem | Pour que tu m'aimes encore - Céline Dion |
| Change My World - Alice on the Roof                                      |                          |                   |                                          |
| 13                                                                       | Shelby Ouattara          | B.J. Scott        | I'm Outta Love - Anastacia               |
| 14                                                                       | Tiziano Greco            | B.J. Scott        | Il est mort le soleil - Nicoletta        |
| 15                                                                       | Diogo De Almeida Fonseca | B.J. Scott        | Careless Whisper - George Michael        |
| 16                                                                       | Çiğdem Yönder            | B.J. Scott        | Ces petits riens - Serge Gainsbourg      |

| Équipe            | Sauvé par le public | Sauvé par son coach | Talents éliminés         |
| ----------------- | ------------------- | ------------------- | ------------------------ |
| Mentissa          | Alexandre Houard    | Jasper Publie       | Marie Alexandre          |
| Mentissa          | Alexandre Houard    | Jasper Publie       | Zoé Arnould Siroul       |
| Hatik             | Alyah Lukunku       | Bart Kobain         | Eléa Choustoulakis       |
| Hatik             | Alyah Lukunku       | Bart Kobain         | Tom Correia de Oliveira  |
| Christophe Willem | Clément Corillon    | Nikie Vinck         | Marika Mantia            |
| Christophe Willem | Clément Corillon    | Nikie Vinck         | Sandy Bakomi             |
| B.J. Scott        | Tiziano Greco       | Shelby Ouattara     | Diogo De Almeida Fonseca |
| B.J. Scott        | Tiziano Greco       | Shelby Ouattara     | Çiğdem Yönder            |

### Épisode 13
- Diffusion : 2 avril 2024
- Audience : 178 556 téléspectateurs, (part de marché à J+7 inconnue)
- Invité : M. Pokora [102]
- Règles : Les seize talents (quatre dans chaque équipe) qui se sont qualifiés lors des deux premiers directs se produisent une nouvelle fois pour espérer obtenir une place pour les quarts de finale. Dans chaque équipe, les talents passent chacun leur tour. En parallèle des prestations des talents d'une équipe, le public est appelé à voter. Il ne peut seulement voter pour son (ou ses) favori(s) que le temps du passage du groupe. Le public offre aux deux meilleurs talents de chaque équipe une place assurée pour le Live 4. Le sort des deux autres talents est remis entre les mains de leur coach. Le meilleur reste et le dernier talent est définitivement éliminé de la compétition.

| Ordre | Talent              | Équipe     | Chanson                                    |
| --- | ------------------- | ---------- | ------------------------------------------ |
| M. Pokora et les talents : Juste une photo de toi, Elle me contrôle, Les planètes, Parce que c'est toi - M. Pokora |                     |            |                                            |
| 1 | Alyah Lukunku       | Hatik      | Don't Start Now - Dua Lipa                 |
| 2 | Tamera Petaroscia   | Hatik      | Tourner la tête - Amel Bent                |
| 3 | Bart Kobain         | Hatik      | Juicy - The Notorious B.I.G.               |
| 4 | Naomi Amore         | Hatik      | Diego libre dans sa tête - Johnny Hallyday |
| |                     |            |                                            |
| 5 | Clément Corillon    | Christophe | Blue (Da Ba Dee) - Eiffel 65               |
| 6 | Selena Gasore       | Christophe | Russian Roulette - Rihanna                 |
| 7 | Maxime Ukwishaka    | Christophe | Best Part - Daniel Caesar et H.E.R.        |
| 8 | Nikie Vinck         | Christophe | Sur toi - Zazie                            |
| |                     |            |                                            |
| 9 | Miya El Hadi        | B.J. Scott | Bring Me to Life - Evanescence             |
| 10 | Shelby Ouattara     | B.J. Scott | Corazón caramelo - November Ultra          |
| 11 | Emma Sorgato        | B.J. Scott | No Roots - Alice Merton                    |
| 12 | Tiziano Greco       | B.J. Scott | Unchained Melody - The Righteous Brothers  |
| |                     |            |                                            |
| 13 | Alexandre Houard    | Mentissa   | Comme d'habitude - Claude François         |
| 14 | Victoria Lechanteur | Mentissa   | Locked Out of Heaven - Bruno Mars          |
| 15 | Jasper Publie       | Mentissa   | Lover, Please Stay - Nothing But Thieves   |
| 16 | Louisa Gerard       | Mentissa   | Arcade - Duncan Laurence                   |

| Équipe     | Sauvé par le public | Sauvé par son coach | Talent éliminé      |
| ---------- | ------------------- | ------------------- | ------------------- |
| Hatik      | Bart Kobain         | Naomi Amore         | Tamera Petaroscia   |
| Hatik      | Alyah Lukunku       | Naomi Amore         | Tamera Petaroscia   |
| Christophe | Selena Gasore       | Maxime Ukwishaka    | Nikie Vinck         |
| Christophe | Clément Corillon    | Maxime Ukwishaka    | Nikie Vinck         |
| B.J. Scott | Emma Sorgato        | Miya El Hadi        | Shelby Ouattara     |
| B.J. Scott | Tiziano Greco       | Miya El Hadi        | Shelby Ouattara     |
| Mentissa   | Louisa Gerard       | Jasper Publie       | Victoria Lechanteur |
| Mentissa   | Alexandre Houard    | Jasper Publie       | Victoria Lechanteur |

### Épisode 14: Les «Cross Battles»
- Diffusion : 9 avril 2024
- Audience : 211 988 téléspectateurs, (part de marché à J+7 inconnue)
- Invités : Slimane et Charles[102]
- Règles : Lors de cette nouvelle épreuve, chaque coach choisit un talent et défie un de ses collègues. Chaque talent présente une chanson préparée. Le public est appelé à voter pour qualifier son favori pour la demi-finale. Mais attention, si un coach se retrouve sans talent à la fin de cette émission, il aura la possibilité de sauver un talent [120].

Légende applicable à l'épreuve :
| Ordre                                                                                                | Coachs défiés | Talent           | Chanson                                                    |
| --- | ------------- | ---------------- | ---------------------------------------------------------- |
| Slimane et les talents : Avant toi, Des milliers de je t'aime, La recette, Viens on s'aime - Slimane |               |                  |                                                            |
| 1 | B.J.          | Emma Sorgato     | Caruso - Lucio Dalla                                       |
| 1 | Christophe    | Maxime Ukwishaka | Évidemment - France Gall                                   |
| |               |                  |                                                            |
| 2 | Mentissa      | Alexandre Houard | Habibi - Tamino                                            |
| 2 | B.J.          | Miya El Hadi     | Je vais t'aimer - Michel Sardou                            |
| Mon amour - Slimane                                                                                  |               |                  |                                                            |
| 3 | Christophe    | Clément Corillon | La nuit n'en finit plus - Petula Clark                     |
| 3 | Mentissa      | Jasper Publie    | En apesanteur - Calogero                                   |
| |               |                  |                                                            |
| 4 | Hatik         | Naomi Amore      | Hurt - Christina Aguilera                                  |
| 4 | Christophe    | Selena Gasore    | Dernière Danse - Indila                                    |
| Le Marbre - Charles                                                                                  |               |                  |                                                            |
| 5 | B.J.          | Tiziano Greco    | L'Envie - Johnny Hallyday                                  |
| 5 | Hatik         | Bart Kobain      | California Love - 2Pac et Dr. Dre / Still D.R.E. - Dr. Dre |
| |               |                  |                                                            |
| 6 | Hatik         | Alyah Lukunku    | Les Moulins de mon cœur - Michel Legrand                   |
| 6 | Mentissa      | Louisa Gerard    | Éblouie par la nuit - Zaz                                  |

| Équipe            | Qualifié(s) par le public | Talents éliminés |
| ----------------- | ------------------------- | ---------------- |
| Christophe Willem | Clément Corillon          | Maxime Ukwishaka |
| Christophe Willem | Selena Gasore             | Maxime Ukwishaka |
|                   |                           |                  |
| Mentissa          | Alexandre Houard          | Jasper Publie    |
| Mentissa          | Alexandre Houard          | Louisa Gerard    |
|                   |                           |                  |
| Hatik             | Bart Kobain               | Naomi Amore      |
| Hatik             | Alyah Lukunku             | Naomi Amore      |
|                   |                           |                  |
| Beverly Jo Scott  | Emma Sorgato              | Miya El Hadi     |
| Beverly Jo Scott  | Emma Sorgato              | Tiziano Greco    |

### Épisode 15: demi-finale
- Diffusion : 16 avril 2024
- Audience : 213 684 téléspectateurs, part de marché à J+7 inconnue
- Invités : Pierre Garnier, Puggy, Mustii, Santa et Joseph Kamel[102]
- Règles :  Le public est le seul à décider à 100 % des talents qu'il veut sauver à partir de ce live.

- Légende

| Ordre                                                                      | Talent                                               | Équipe                                               | Chanson                                |
| -------------------------------------------------------------------------- | ---------------------------------------------------- | ---------------------------------------------------- | -------------------------------------- |
| Pierre Garnier et Alyah Lukunku : Ceux qu’on était - Pierre Garnier        |                                                      |                                                      |                                        |
| 1                                                                          | Bart Kobain                                          | Hatik                                                | In da Club - 50 Cent                   |
| Christophe Willem, Clément Corillon et Selena Gasore                       | Christophe Willem, Clément Corillon et Selena Gasore | Christophe Willem, Clément Corillon et Selena Gasore | Au temps pour nous - Christophe Willem |
| Mustii : Before the Party's Over - Mustii                                  |                                                      |                                                      |                                        |
| 2                                                                          | Emma Sorgato                                         | B.J.                                                 | Oh, Pretty Woman - Roy Orbison         |
| Mentissa et Alexandre Houard                                               | Mentissa et Alexandre Houard                         | Mentissa et Alexandre Houard                         | Le bruit du silence - Mentissa         |
| 3                                                                          | Alyah Lukunku                                        | Hatik                                                | All by Myself - Céline Dion            |
| 4                                                                          | Selena Gasore                                        | Christophe                                           | Bohemian Rhapsody - Queen              |
| Puggy et Emma Sorgato : Never Give Up - Puggy                              |                                                      |                                                      |                                        |
| 5                                                                          | Alexandre Houard                                     | Mentissa                                             | Unintended - Muse                      |
| Santa, Clément Corillon et Alexandre Houard : Popcorn salé - Santa         |                                                      |                                                      |                                        |
| Hatik, Bart Kobain et Alyah Lukunku                                        | Hatik, Bart Kobain et Alyah Lukunku                  | Hatik, Bart Kobain et Alyah Lukunku                  | Mashup : Angela et Eternel - Hatik     |
| 6                                                                          | Clément Corillon                                     | Christophe                                           | Enjoy the Silence - Depeche Mode       |
| Joseph Kamel, Bart Kobain et Selena Gasore : Celui qui part - Joseph Kamel |                                                      |                                                      |                                        |
| Beverly Jo Scott et Emma Sorgato                                           | Beverly Jo Scott et Emma Sorgato                     | Beverly Jo Scott et Emma Sorgato                     | O'Desire - Beverly Jo Scott            |
| Santa : Recommence-moi - Santa                                             |                                                      |                                                      |                                        |

Tableau des résultats : 
| Équipe            | Talent finaliste | Talent exclu  |
| ----------------- | ---------------- | ------------- |
| Hatik             | Alyah Lukunku    | Bart Kobain   |
| Beverly Jo Scott  | Emma Sorgato     |               |
| Christophe Willem | Clément Corillon | Selena Gasore |
| Mentissa          | Alexandre Houard |               |

### Épisode 16: finale
- Diffusion : 23 avril 2024
- Audience : 284 953 téléspectateurs, part de marché à J+7 inconnue
- Invités : Héléna Bailly, Vitaa, Pierre de Maere et Patrick Fiori [102]
- Règles :  à ce stade, il ne reste plus qu'un talent par coach. Chaque candidat interprétera cette fois deux titres: un duo avec l'un des invités et une nouvelle « cover ». Les talents seront départagés par le vote des téléspectateurs. À la suite des premières chansons, deux candidats seront éliminés définitivement de la compétition. Alors, les deux restants réinterpréterons leur meilleure prestation de la saison, avant de déterminer le gagnant, toujours par le vote des téléspectateurs.
- Légende

#### 1reétape
| Ordre                                                                                              | Talent           | Équipe     | Chanson                                                                   | En duo avec     | Résultat du public |
| -------------------------------------------------------------------------------------------------- | ---------------- | ---------- | ------------------------------------------------------------------------- | --------------- | ------------------ |
| Alyah Lukunku, Emma Sorgato, Clément Corillon et Alexandre Houard - Respire encore - Clara Luciani |                  |            |                                                                           |                 |                    |
| 1                                                                                                  | Alexandre Houard | Mentissa   | Beautiful Things - Benson Boone                                           |                 | Éliminé            |
| 8                                                                                                  | Alexandre Houard | Mentissa   | Un jour je marierai un ange - Pierre de Maere                             | Pierre de Maere | Éliminé            |
| |                  |            |                                                                           |                 |                    |
| 3                                                                                                  | Clément Corillon | Christophe | I Will Always Love You - Dolly Parton                                     |                 | Éliminé            |
| 6                                                                                                  | Clément Corillon | Christophe | J'y vais - Patrick Fiori et Florent Pagny                                 | Patrick Fiori   | Éliminé            |
| |                  |            |                                                                           |                 |                    |
| 2                                                                                                  | Alyah Lukunku    | Hatik      | Je n'oublie pas - Vitaa                                                   | Vitaa           | Qualifiée          |
| 5                                                                                                  | Alyah Lukunku    | Hatik      | Forte - Alyah Lukunku                                                     |                 | Qualifiée          |
| |                  |            |                                                                           |                 |                    |
| 4                                                                                                  | Emma Sorgato     | B.J.       | Aimée pour de vrai - Héléna Bailly                                        | Héléna Bailly   | Qualifiée          |
| 7                                                                                                  | Emma Sorgato     | B.J.       | Sweet Dreams (Are Made of This) VS Here Comes the Rain Again - Eurythmics |                 | Qualifiée          |

#### 2eétape
| Ordre | Talent        | Équipe | Chanson                     | Classement final |
| ----- | ------------- | ------ | --------------------------- | ---------------- |
| 1     | Alyah Lukunku | Hatik  | Je suis malade - Serge Lama | 2e               |
| 2     | Emma Sorgato  | B.J.   | Money, Money, Money - ABBA  | 1re              |

#### Liste des chansons des invités
| Ordre | Chanteur        | Chanson                            |
| ----- | --------------- | ---------------------------------- |
| 1     | Patrick Fiori   | Le chant est libre – Patrick Fiori |
| 2     | Pierre de Maere | Mercredi - Pierre de Maere         |

## Audiences
| Type                 | Date de diffusion    | Téléspectateurs | Parts de marché à J+7 | Classement des audiences de la soirée | Sources |
| -------------------- | -------------------- | --------------- | --------------------- | ------------------------------------- | ------- |
| Blind Auditions      | 9 janvier 2024       | 310 417         | 25,0 %                | 1er                                   | ,       |
| Blind Auditions      | 16 janvier 2024      | 265 312         | —                     | 1er                                   | [ 160 ] |
| Blind Auditions      | 23 janvier 2024      | 305 374         | 27,3 %                | 1er                                   | ,       |
| Blind Auditions      | 30 janvier 2024      | 303 498         | 24,3 %                | 1er                                   | ,       |
| Blind Auditions      | 6 février 2024       | 294 455         | 24,2 %                | 1er                                   | ,       |
| Blind Auditions      | 13 février 2024      | 260 586         | 22,2 %                | 1er                                   | ,       |
| Blind Auditions      | 20 février 2024      | 290 491         | —                     | 1er                                   | [ 169 ] |
| Duels                | 27 février 2024      | 233 153         | 20,4 %                | 1er                                   | ,       |
| Duels                | 5 mars 2024          | 254 248         | 21,4 %                | 1er                                   | ,       |
| Duels                | 12 mars 2024         | 182 639         | —                     | 2e                                    | [ 174 ] |
| Lives                | 19 mars 2024         | 208 723         | 22,0 %                | 1er                                   | ,       |
| Lives                | 26 mars 2024         | 202 353         | —                     | 2e                                    | [ 177 ] |
| Lives                | 2 avril 2024         | 178 556         | —                     | 2e                                    | [ 178 ] |
| Lives                | 9 avril 2024         | 211 988         | —                     | 2e                                    | [ 179 ] |
| Lives                | 16 avril 2024        | 213 684         | —                     | 2e                                    | [ 180 ] |
| Lives                | 23 avril 2024        | 284 953         | —                     | 1er                                   | [ 181 ] |
| Moyenne de la saison | Moyenne de la saison | 250 027         |                       |                                       |         |

Graphique représentatif des audiences TV au fil des épisodes (en nombre de téléspectateurs)